# دنیل فگیانی
دنیل فگیانی (انگلیسی: Daniel Fagiani؛ زادهٔ ۲۲ ژانویه ۱۹۷۴) بازیکن فوتبال اهل آرژانتین است.
از باشگاه‌هایی که در آن بازی کرده‌است می‌توان به باشگاه فوتبال نیولز اولد بویز و باشگاه فوتبال اتلتیکو مادرید اشاره کرد.